# Amata magretti
Amata magretti là một loài bướm đêm thuộc phân họ Arctiinae, họ Erebidae.